# Никола Лазаров
 Тази статия е за карловския архитект.  За друго значение вижте Никола Лазаров (пояснение).  
Никола Иванов Лазаров е български архитект, едно от големите имена в архитектурно-строителното минало на България.

## Биография
Роден е на 1 април 1870 година в Карлово. Баща му Иван Генов Лазаров е производител и търговец на гайтани и розово масло, има и собствена търговска кантора в Браила (Румъния); убит е от турците по време на Освободителната война.
Никола Лазаров учи в родния си град, а след това завършва гимназия в Пловдив. Започва работа там като чертожник в Областното инженерство, но само след няколко месеца се премества в София. Печели стипендия от Министерството на народната просвета и започва да следва архитектура във Франция. След втората година, въпреки високия си успех се завръща в България поради изчерпване на средствата, но получава препоръки от най-известните тогава архитекти и князът го включва като стипендиант в цивилната си листа. Продължава следването си и като студент участва в международни конкурси. Завършва с отличие École spéciale d'architecture в Париж през 1893 година.
Завръща се в България и, като стипендиант, работи три години за държавата. Започва работа като архитект по поддръжка на правителствените здания в Княжеството. Ръководи преустройството на лятната княжеската резиденция Евксиноград. След това е поканен от княз Фердинанд да разшири Княжеския дворец в София.
През 1896 г. открива в София първото частно архитектурно бюро. По това време в българската столица работят главно чуждестранни архитекти, особено френски и чешки, и арх. Лазаров прави забележителен пробив сред тях. При оттеглянето на арх. Антонин Колар от работата по Военния клуб, специална комисия възлага на Никола Лазаров да поеме обекта (1896). Той работи не само по екстериора – голяма част от интериора е също негово дело, поръчва мебелите за изработка във Франция, Австро-Унгария и Италия.
Преди края на XIX век проектира сградата на мини „Перник“, читалище „Искра“ в Казанлък, читалище „Виделина“ в Пазарджик. В началото на новия век е избран за преустройството на софийската съборна църква „Свети Крал“ (днес „Света Неделя“).
Проектира банята в Плевен, Театър „Нова Америка“ в София, двореца „Врана“, Българската централна кооперативна банка, Софийската окръжна палата, читалището в Стара Загора, помага по изграждането на ректората. Негово дело са Паметникът на освободителите и Паметникът на загиналите в Сръбско-българската война (1885 г.) в Русе. Архитект Лазаров проектира над 60 забележителни сгради в София и много обекти в цялата страна.
Никола Лазаров има силно присъствие в архитектурната среда на град Варна: една от най-красивите сгради в града – къщата на Петко Бакърджиев, до входа на Морската градина, известна като „Малкия дворец“ (1899 г.). Заедно с архитект Херман Майер той доизгражда двореца Евксиноград. През 1899 година построява на ул. „Братя Шкорпил“ №2 забележителната къща на аптекаря Ради Русев. През 1905 г. реализира хотел „Роял“ на ул. „Охрид“. През 1911 г. печели конкурса за построяване на Търговската гимназия (днес Икономически университет – Варна) и Драматичен театър. През същата година по негов проект е изградена и сградата на Петър Бончев (днес хотел „Сплендид“) и редица други частни домове. През 1912 г. арх. Лазаров проектира дома на кмета Александър Василев, който е известен още като „Малкия патрициански дом“. Всички посочени сгради са паметници на архитектурата с принос в културно-строителното наследство на България. Творчеството на арх. Лазаров се отличава с богата декорация – барокови форми, дъгови фронтони, кули, балюстради и пр.
Арх. Лазаров умира в София на 14 юни 1942 г.

## Памет
На архитект Никола Лазаров е наречена улица в квартал „Симеоново“ в София (Карта).
Личният му архив се съхранява във фонд 120К в Централен държавен архив. Той се състои от 204 архивни единици от периода 1884 – 1937 г.

## Известни проекти
- Обществена баня в Плевен (1905)
- Централен военен клуб в София (1907)
- Военен клуб в Пловдив (1908)
- Къща на д-р Димитър Моллов, София, пл. „Народно събрание“ №11 (1909)
- Българска централна кооперативна банка (до 2007 централа на Ейч Ви Би Биохим) на улица „Иван Вазов“ №1 в София (1910)
- Къщи на Юлиан и Иван Парушеви, бул. „Христо и Евлоги Георгиеви“ №159 и №161 (1911)[5]
- Доходно здание на Сабат Фархи, София, ул. „Алабин“ №38 (1913)
- Къща на Стефан Ватев, София, ул. „Кузман Шапкарев“ №1 (1914)
- Основната сграда на двореца Врана край София (1914)
- Къща с казино на Христо Гендович, София, ул. „Дякон Игнатий“ №7 (1914)
- Къща на Рачо Димчев, София, ул. „Дунав“ №5 (1914)
- Къща на Коста Балабанов, София, ул. „Граф Игнатиев“ №2 (1914)
- Къща на Киро Стефанов, София, ул. „Париж“ №1 (1921)
- Къщи близнаци за дъщерите на Христо Ковачев София, бул. „Дондуков“ №35 (1910)
- Министерство на Земеделието, София, бул. Христо Ботев №55 (1920)
- Къща на Георги Калинков, София, ул. "11 август"

- Военният клуб в София
- Къщата на д-р Моллов, сегашен вид
- Банка на „Иван Вазов“ 1, София
- Къщи на Юлиан и Иван Парушеви
- Къщата на „Алабин“ 38, София
- Къщата на Христо Гендович
- Къщата на Балабанов
- Домът на Киро Стефанов на ул. „Париж“ 1
- Министерство на Земеделието